# Isaiah Harris
Isaiah Harris (* 18. Oktober 1996 in Lewiston, Maine) ist ein US-amerikanischer Mittelstreckenläufer, der sich auf den 800-Meter-Lauf spezialisiert hat.

## Sportliche Laufbahn
Isaiah Harris wuchs in Maine auf und besuchte ab 2015 die Penn State University. Erste internationale Erfahrungen sammelte er im Jahr 2016, als er bei den U23-NACAC-Meisterschaften in San Salvador in 1:47,52 min die Goldmedaille im 800-Meter-Lauf gewann. Im Jahr darauf erreichte er bei den Weltmeisterschaften in London das Halbfinale und schied dort mit 1:46,66 min aus. 2018 wurde er NCAA-Collegemeister über 800 Meter und 2021 siegte er in 1:44,76 m bei den Anniversary Games. Im Jahr darauf belegte er bei den Hallenweltmeisterschaften in Belgrad in 1:47,00 min den siebten Platz über 800 Meter und mit der US-amerikanischen 4-mal-400-Meter-Staffel schied er mit 3:09,11 min im Vorlauf aus. 2023 startete er erneut bei den Weltmeisterschaften in Budapest und schied dort mit 1:48,00 min in der ersten Runde aus und im Jahr darauf schied er bei den Hallenweltmeisterschaften in Glasgow mit 1:48,18 min im Vorlauf aus.

## Persönlichkeiten
- 800 Meter: 1:44,42 min, 30. Juni 2018 in Paris
  - 800 Meter (Halle): 1:45,64 min, 11. Februar 2023 in New York City